# NGC 1403
NGC 1403 ist eine linsenförmige Galaxie vom Hubble-Typ SB0 im Sternbild Eridanus südlich des Himmelsäquators. Sie ist schätzungsweise 188 Millionen Lichtjahre von der Milchstraße entfernt und hat einen Durchmesser von etwa 50.000 Lj.
Im selben Himmelsareal befinden sich u. a. die Galaxien NGC 1395, NGC 1401, NGC 1415, NGC 1416.
Das Objekt wurde im Jahr 1886 vom US-amerikanischen Astronomen Francis Leavenworth entdeckt.